# Antonio González Izquierdo
Antonio González Izquierdo (Santander, Cantabria, 13 de octubre de 1969) es un jugador y entrenador español de hockey sobre hierba.

## Biografía
Comenzó su carrera deportiva en las categorías inferiores del H.C. Sardinero, después de pasar por el equipo infantil del Colegio Cumbres. A los 16 años debutó en la División de Honor Española con este mismo equipo. Después de pasar por las categorías inferiores del equipo nacional, en 1995 debutó en partido oficial con la selección española Absoluta en la Copa de Europa de Dublín contra Francia. Su logro más significativo sería la participación en los juegos olímpicos de Atlanta 1996 donde consiguió la medalla de plata con el equipo español.
Posteriormente se retiró del hockey de alto nivel como jugador en 1998 para formarse como entrenador, obteniendo el título de Entrenador Nacional de la RFEH en 1999. Ha sido primer entrenador del H.C. Sardinero Femenino y Masculino, del C.D. Terrassa Masculino, del Egara 35 y segundo entrenador del Egara masculino, combinando estas funciones con las de entrenador de diferentes equipos juveniles y selecciones masculinas, entre ellas la selección catalana sub-18 y sub-16, y la selección española sub-18 como segundo y primer entrenador. 
Licenciado en Filosofía y Letras por la Universidad de Cantabria, ha ejercido como profesor de Ciencias Sociales en Secundaria y de Inglés en Primaria, ocupaciones que ha combinado con la de entrenador de hockey.
Actualmente reside en Barcelona y se dedica profesionalmente al hockey en el R.C. de Polo de Barcelona como segundo entrenador del equipo masculino de División de Honor y del equipo infantil R.C. Polo.